# Janusz Ślązak
Janusz Lubomir Ślązak (20 de marzo de 1907-24 de febrero de 1985) fue un deportista polaco que compitió en remo.
Participó en tres Juegos Olímpicos de Verano entre los años 1928 y 1936, obteniendo dos medallas en Los Ángeles 1932, plata en la prueba de dos con timonel y bronce en cuatro con timonel. Ganó dos medallas en el Campeonato Europeo de Remo, bronce en 1927 y plata en 1933.

## Palmarés internacional
| Juegos Olímpicos   | Juegos Olímpicos             | Juegos Olímpicos  | Juegos Olímpicos   |
| Año                | Lugar                        | Medalla           | Prueba             |
| ------------------ | ---------------------------- | ----------------- | ------------------ |
| 1932               | Los Ángeles (Estados Unidos) | Medalla de plata  | Dos con timonel    |
| 1932               | Los Ángeles (Estados Unidos) | Medalla de bronce | Cuatro con timonel |
| Campeonato Europeo |                              |                   |                    |
| Año                | Lugar                        | Medalla           | Prueba             |
| 1927               | Como (Italia)                | Medalla de bronce | Ocho con timonel   |
| 1933               | Budapest (Hungría)           | Medalla de plata  | Dos con timonel    |